# کلدونیا (مینه‌سوتا)
کلدونیا، مینه‌سوتا (به انگلیسی: Caledonia, Minnesota) یک شهر در ایالات متحده آمریکا است که در مینه‌سوتا واقع شده‌است.

## خصوصیات
کلدونیا ۷٫۳۶ کیلومترمربع مساحت و ۲٬۸۶۸ نفر جمعیت دارد و ۳۶۰ متر بالاتر از سطح دریا واقع شده‌است.